# Virestads församling, Lunds stift
Virestads församling var en församling  i Lunds stift i nuvarande Trelleborgs kommun. Församlingen uppgick tidigt i Bösarps församling.

## Administrativ historik
Församlingen har medeltida ursprung och uppgick tidigt i Bösarps församling.